# الصفحة الأولى (مسلسل)
الصفحة الأولى هو مسلسل قصير مغربي عُرض سنة 2018، من إخراج إدريس الروخ، وبطولة كل من سعد التسولي، وإدريس الروخ، وفرح الفاسي، وهشام الوالي، وفاطمة الزهراء بناصر، وابتسام العروسي، وسعيد باي. تُسلط السلسلة الضوء على واقع الصحافة وعن الجسد الصحفي في علاقته بالمهنة وبالحياة الشخصية، وعلاقته أيضا بمشاكل المواطن وطريقة الاشتغال والمشاكل التي تواجهه في البحث عن المعلومة.

## قصة المسلسل
«جواد»، رفقة طاقم صحفي شاب في موقع «القضية.كوم»، يقوده حدسه وفضوله إلى كشف الكثير من الحقائق التي تبدو في الظاهر بسيطة، لكنها أكثر تعقيدا مما تبدو عليه.
انشغال جواد الدائم بالتحقيقات الصحفية، يجعله لا يعير الاهتمام لجارته الجميلة «فتيحة» التي تحاول كسب قلبه من أول لقاء لهما.

## وصلات خارجية
- صفحة المسلسل على موقع رمضان الأولى